# Trissodon howdenorum
Trissodon howdenorum är en skalbaggsart som beskrevs av Peter Geoffrey Allsopp 1993. Trissodon howdenorum ingår i släktet Trissodon och familjen Dynastidae. Inga underarter finns listade i Catalogue of Life.